# Spathochoira calvertense
Spathochoira calvertense è un pesce osseo estinto, appartenente agli istioforiformi. Visse nel Miocene superiore (circa 10 - 6 milioni di anni fa) e i suoi resti fossili sono stati ritrovati in Nordamerica.

## Descrizione
Questo pesce è noto per la parte finale di un rostro lungo oltre 30 centimetri, molto simile a quello degli odierni pesci vela (Istiophoridae). Spathochoira era caratterizzato dalla seguente combinazione di tratti morfologici: un rostro sub-cilindrico e anteriormente affusolato, con canali interni estremamente grandi e ovali in sezione trasversale nella parte più distale; un margine ventrale concavo nei due terzi anteriori che forma un canale ventrale pronunciato lungo tutta la lunghezza del rostro, con conseguente sezione trasversale che ricorda un naso di maiale; ossa prenasali che terminano vicino alla punta distale.

## Classificazione
Spathochoira è un rappresentante degli Istiophoridae, il gruppo a cui appartengono i pesci vela attuali. In particolare, Spathochoira sembrerebbe far parte di un clade noto come Gracilorostra, di cui fanno parte alcune forme estinte come l'affine Morgula e gli attuali Kajikia e Tetrapturus. 
I fossili di questo animale vennero scoperti nella zona di Tar Bay nei pressi del fiume James in Virginia, in terreni risalenti alla fine del Miocene. Inizialmente vennero descritti come una nuova specie del genere Istiophorus (I. calvertensis) nel 1917 e in seguito vennero attribuiti anche al genere Makaira. Solo nel 2022 vennero ascritti a un nuovo genere di istioforidi estinti, Spathochoira.
Il nome Spathochoira è formato dalla combinazione della parola latina «spatha» che significa «spada» e della parola greca «choiros» che significa «maiale», a causa della caratteristica sezione trasversale che assomiglia superficialmente al naso di un maiale in vista anteriore.